# Upucerthia dumetaria
Upucerthia dumetaria е вид птица от семейство Furnariidae.

## Разпространение
Видът е разпространен в Аржентина, Боливия, Перу и Чили.